# Isaiah (Vorname)
Isaiah (BE: [aɪ.ˈzaɪ.ə], AE: [aɪ.ˈzeɪ.ə]) ist ein männlicher Vorname.

## Herkunft und Bedeutung
Beim Namen Isaiah handelt es sich um die englische Variante des hebräischen Namens יְשַׁעְיָהוּ Jəšaʿjā́hû.

## Verbreitung
Als englischer, christlicher Name ist Isaiah seit der Reformation in Gebrauch.
Im ausgehenden 19. Jahrhundert war der Name in den Vereinigten Staaten mäßig beliebt. Im Laufe des 20. Jahrhunderts geriet er schließlich außer Mode und zählte in den Jahren 1969 und 1970 nicht mehr zu den 1000 meistgewählten Männernamen. Danach nahm der Name jedoch rasch an Popularität zu. Im Jahr 1996 trat er schließlich in die Top-100 der Vornamenscharts ein, wo er sich im Mittelfeld etablierte. Im Jahr 2021 belegte er Rang 56 der Hitliste.
Im selben Jahr erreichte er in Australien Rang 98 und in Neuseeland Rang 89 der Vornamenscharts.
In England und Wales konnte der Name im Vergleich zu den 1990er Jahren an Beliebtheit gewinnen, ist jedoch nur mäßig verbreitet. Im Jahr 2021 stand er in den Vornamenscharts auf Rang 172.

## Varianten
Im englischen Sprachraum kommen gelegentlich die Varianten Isiah und Izaiah vor. Englischsprachige Bibeln schreiben Isaias.
Für weitere Varianten: siehe Jesaja#Varianten

## Namensträger
- Isaiah der Serbe (15. Jh.), serbischer Mönch
- Isaiah Andrews (* 1986), US-amerikanischer Wirtschaftswissenschaftler
- Isaiah Berlin (1909–1997), russisch-britischer politischer Philosoph und Ideengeschichtler
- Isaiah Bowman (1878–1950), amerikanischer Geograph kanadischer Herkunft
- Isaiah Brown (* 1997), englischer Fußballspieler
- Isaiah Ceccarelli (* 1978), kanadischer Jazz- und Improvisationsmusiker
- Isaiah D. Clawson (1822–1879), US-amerikanischer Politiker
- Isaiah Collier (* 1998), US-amerikanischer Jazzmusiker
- Isaiah Crews (* 2005), US-amerikanischer Schauspieler
- Isaiah Crowell (* 1993), US-amerikanischer American-Football-Spieler
- Isaiah Firebrace (* 1999), australischer Popsänger
- Isaiah García (* 1998), Fußballspieler aus Trinidad und Tobago
- Isaiah L. Green (1761–1841), US-amerikanischer Politiker
- Isaiah Hartenstein (* 1998), deutsch-amerikanischer Basketballspieler
- Isaiah Harris Hughes (1813–1891), englischer Zauberkünstler
- Isaiah L. Kenen (1905–1988), US-amerikanischer Zionist
- Isaiah LaBorde (* 1986), US-amerikanischer Schauspieler, Stuntman und Filmproduzen
- Isaiah Likely (* 2000), US-amerikanischer American-Football-Spieler
- Isaiah Michalski (* 1998), deutsch-britischer Schauspieler und Autor
- Isaiah Morgan (1897–1966), US-amerikanischer Kornettist und Bandleader
- Isaiah Mustafa (* 1974), US-amerikanischer Filmschauspieler und ehemaliger American-Football-Spieler
- Isaiah Nengo (1961–2022), kenianischer Paläontologe
- Isaiah Nettles (20. Jh.), US-amerikanischer Bluesgitarrist und Sänger
- Isaiah Oliver (* 1996), US-amerikanischer American-Football-Spieler
- Isaiah Osbourne (* 1987), englischer Fußballspieler
- Isaiah Parente (* 2000), US-amerikanischer Fußballspieler
- Isaiah Philmore (* 1989), US-amerikanisch-deutscher Basketballspieler
- Isaiah Pillars (1833–1895), US-amerikanischer Jurist, Offizier und Politiker
- Isaiah Rider (* 1971), US-amerikanischer Basketballspieler
- Isaiah Shachar (1935–1977), war ein israelischer Historiker, Kunsthistoriker und Hochschullehrer
- Isaiah Shembe (1867–1935), Zulu-Prophet, Heiler und Kirchengründer
- Isaiah Simmons (* 1998), US-amerikanischer American-Football-Spieler
- Isaiah Spencer (* um 1979), US-amerikanischer Jazzmusiker
- Isaiah Stewart (* 2001), US-amerikanischer Basketballspiele
- Isaiah Swann (* 1985), US-amerikanischer Basketballspieler
- Isaiah West Taber (1830–1912), US-amerikanischer Fotograf
- Isaiah Thomas (* 1989), US-amerikanischer Basketballspieler
- Isaiah J. Thompson (* 1997), US-amerikanischer Jazzmusiker
- Isaiah Washington (* 1963), US-amerikanischer Schauspieler
- Isaiah Wynn (* 1996), US-amerikanischer American-Football-Spieler
- Isaiah Young (* 1998), US-amerikanischer Fußballspieler